# Петухов, Иван Ефимович
Иван Ефимович Петухов (род. 5 августа 1924, Судинский район, Уральская область) — полный кавалер ордена Славы, старший сержант, разведчик взвода пешей разведки 50-я гвардейской стрелковой дивизии, 28-я армии, 3-й Белорусского фронта.

## Биография
Иван Ефимович родился в 1924 году в селе Заозеровка Уинского района Уральской области. Закончил 4 класса. Затем переехал в село Исеть Верхнепышминского горсовета Свердловской области, откуда, из Верхнепышминского РВК был призван 3 января 1942 года в Красную Армию, на фронте был с октября 1942 год.

## Подвиги
В ночь на 5 ноября 1944 года разведчик взвода пешей разведки 150-го гвардейского стрелкового полка (50-я гвардейская стрелковая дивизия, 28-я армия, 3-й Белорусский фронт) гвардии рядовой Петухов в составе разведывательного взвода в 6,5 километрах к западу от города Шталлупёнен (ныне Нестеров Калининградской области) проник во вражескую траншею и в рукопашной схватке уничтожил 4-х солдат, взял в плен офицера, 2 солдат и доставил их в штаб полка. За данный подвиг 10 ноября 1944 года был награждён орденом Славы III степени.
31 января 1945 года гвардии сержант Петухов с отделением первым достиг Домнау (ныне посёлок Домново Правдинского района Калининградской области), уничтожил свыше 10 вражеских солдат, чем способствовал продвижению пехоты. За этот подвиг 2 апреля 1945 года был награждён орденом Славы II степени.
27—29 апреля 1945 года командир отделения взвода пешей разведки гвардии старший сержант 50-я гвардейской стрелковой дивизии, 28-я армии 1-й Украинского фронта Петухов с отделением в боях южнее города Барут (Германия) и южнее города Берлин (Германия) вывел из строя большое количество солдат противника, пленил взвод фашистов, захватил бронетранспортер и легковую автомашину. Был ранен, но остался в строю. За данный подвиг 15 мая 1946 года был награждён орденом Славы I степени.
В 1946 году демобилизовался. И уехал с товарищами работать на хутор Болгов Усть-Лабинского района Краснодарского края.
Память
8 мая 2014 года его имя увековечено на мемориальной доске в Музее военной и автомобильной техники УГМК города Верхняя Пышма.
9 мая 2015 года в Перми на «Аллее подвигов», что на Комсомольском проспекте, установлена стела героя в рамках проекта «36 героев».

## Награды
За боевые подвиги был награждён:
- орден Отечественной войны II степени;
- 10.11.1944 — орден Славы III степени;
- 02.04.1945 — орден Славы II степени;
- 15.05.1946 — орден Славы I степени.